# Gentile Bellini

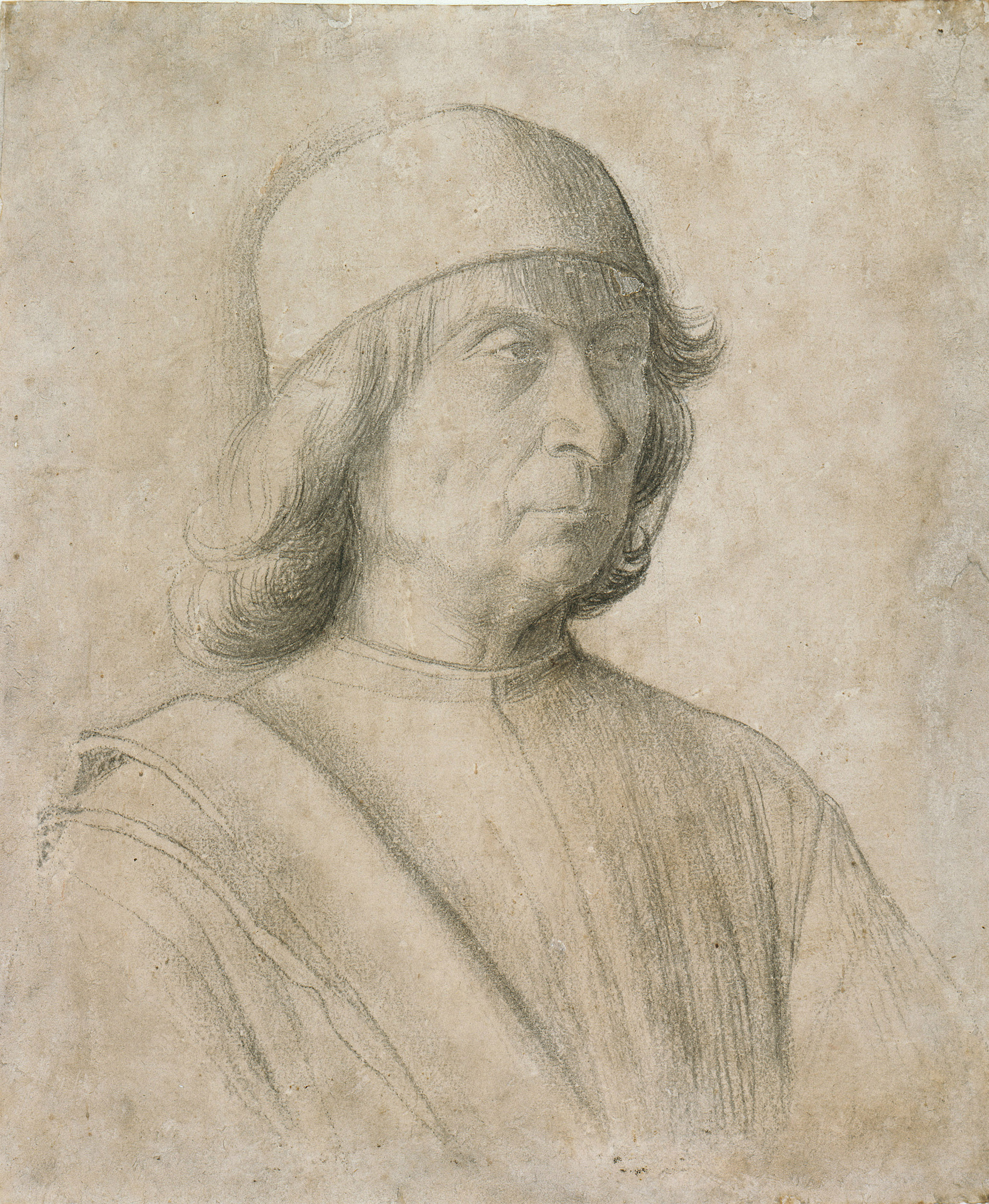
Zelfportret (1496)

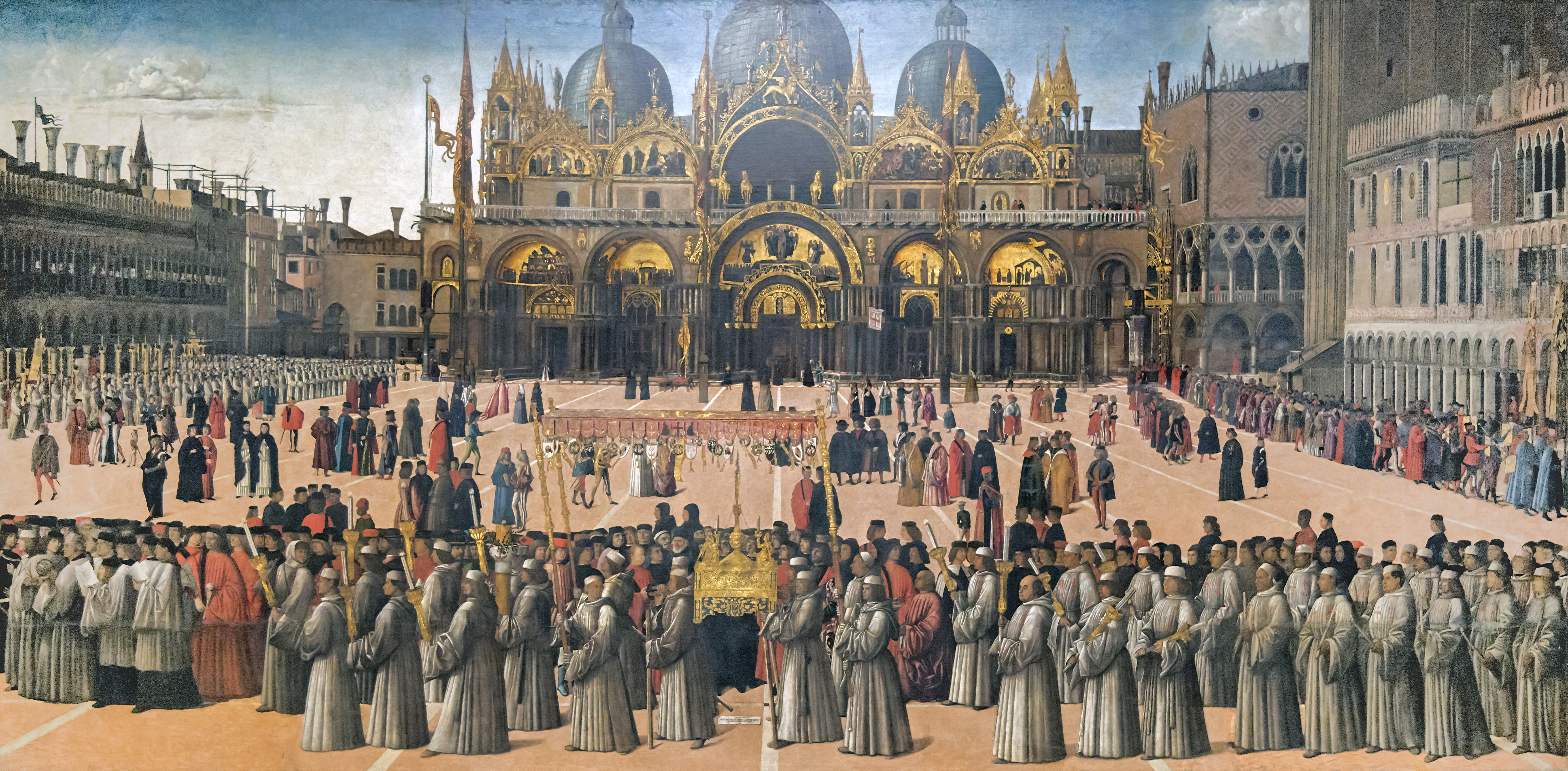
Processie op de Piazza San Marco (1496)

Gentile Bellini (Venetië, ca. 1429 – aldaar, 1507) was een Venetiaanse kunstschilder. Hij behoorde tot de schilderfamilie Bellini: Jacopo Bellini was zijn vader en Giovanni Bellini zijn broer. 
Zijn werk omvat de grote decoratie van de Scuola Grande Di San Marco (ca. 1470) samen met zijn broer Giovanni. In 1478 werd hij door de regering van Venetië opgedragen om naar Constantinopel te gaan om sultan Mehmet II te schilderen. Later verscheen een Oosterse invloed van de islamitische schildertraditie in verscheidene van zijn schilderijen, waaronder het portret van een Turkse kunstenaar. Een van de aan Bellini toegeschreven werken is een zittende schrijver (Isabella Stewart Gardner Museum in Massachusetts). Aan het eind van de 16e eeuw werd dit schilderij gezonden naar het Aqqoyunli hof in Tabriz in Iran. Daar werd het opgenomen als model voor ten minste twee kopieën, gemaakt voor Safavid-heersers van Iran. Een van deze kopieën (1512) hangt in de Freer Gallery van het Smithsonian Institution in Washington DC. Bron: 30.000 Years of Art (Phaidon)

## Schilderstijl
Gentile is het vooral bekend van zijn schilderijen die het aanzicht van Venetië in zijn dagen tonen. Deze werken zijn waardevolle afbeeldingen van het leven in een stad tijdens late 15e eeuw. Hij werd ook bekend door zijn portretten en het schilderen van episoden van het leven van vroege christelijke heiligen.
Zijn werken behoren tot de vroegrenaissance.